# Niko Arnautis
Nikolaos „Niko“ Arnautis (* 1. April 1980 in Frankfurt am Main) ist ein deutsch-griechischer Fußballtrainer. Er ist seit Sommer 2017 Cheftrainer der Frauen-Bundesliga-Mannschaft vom 1. FFC bzw. Eintracht Frankfurt.

## Karriere
In der Saison 2013/14 trainierte Arnautis die Juniorinnen des 1. FFC Frankfurt in der U17-Bundesliga. Danach arbeitete er zwei Saisons als Co-Trainer für die U17-Junioren bei Eintracht Frankfurt. 2016 wechselte er zurück zum FFC Frankfurt und trainierte die zweite Mannschaft in der 2. Frauen-Bundesliga. Im September 2017 übernahm er den Posten des Cheftrainers der Erstliga-Mannschaft, nachdem sein Vorgänger Matt Ross entlassen worden war. 2019 wurde sein Vertrag als Cheftrainer beim 1. FFC Frankfurt bis 2021 verlängert. Nach der Fusion des FFC mit Eintracht Frankfurt wurde der Vertrag vorzeitig um ein weiteres Jahr bis 2022 verlängert. 2022 wurde die Laufzeit seines Arbeitspapiers bis in den Juni 2026 ausgeweitet.
Seit 2011 ist er an der Carl-von-Weinberg-Schule – einer Eliteschule des Sports und einer Eliteschule des Fußballs – als Lehrer-Trainer tätig. Seine Aufgaben umfassen unter anderem die Internatsbetreuung und das Fußballtraining am Vormittag. Er dient zudem als Ansprechpartner für die Fußballspielerinnen an der Schule.